# Comuna Velîki Bubnî, Romnî
Velîki Bubnî (în ucraineană Великі Бубни) este o comună în raionul Romnî, regiunea Sumî, Ucraina, formată din satele Matlahove, Posad, Velîki Bubnî (reședința) și Zaiizd.

## Demografie
Componența lingvistică a comunei Velîki Bubnî
     Ucraineană (97,52%)
     Rusă (2,29%)
     Alte limbi (0,19%)
Conform recensământului din 2001, majoritatea populației comunei Velîki Bubnî era vorbitoare de ucraineană (97,52%), existând în minoritate și vorbitori de rusă (2,29%).